# Profils pour l'identification automatique du métabolisme
Les profils pour l'identification automatique du métabolisme, généralement désignés par l'acronyme PRIAM, sont une méthode d'identification des enzymes parmi les séquences protéiques développée à l'Université Claude Bernard Lyon 1 (UCBL) et reposant sur des matrices poids position (en) (PWM) générées automatiquement pour chaque enzyme référencée.